# Meta Sudans

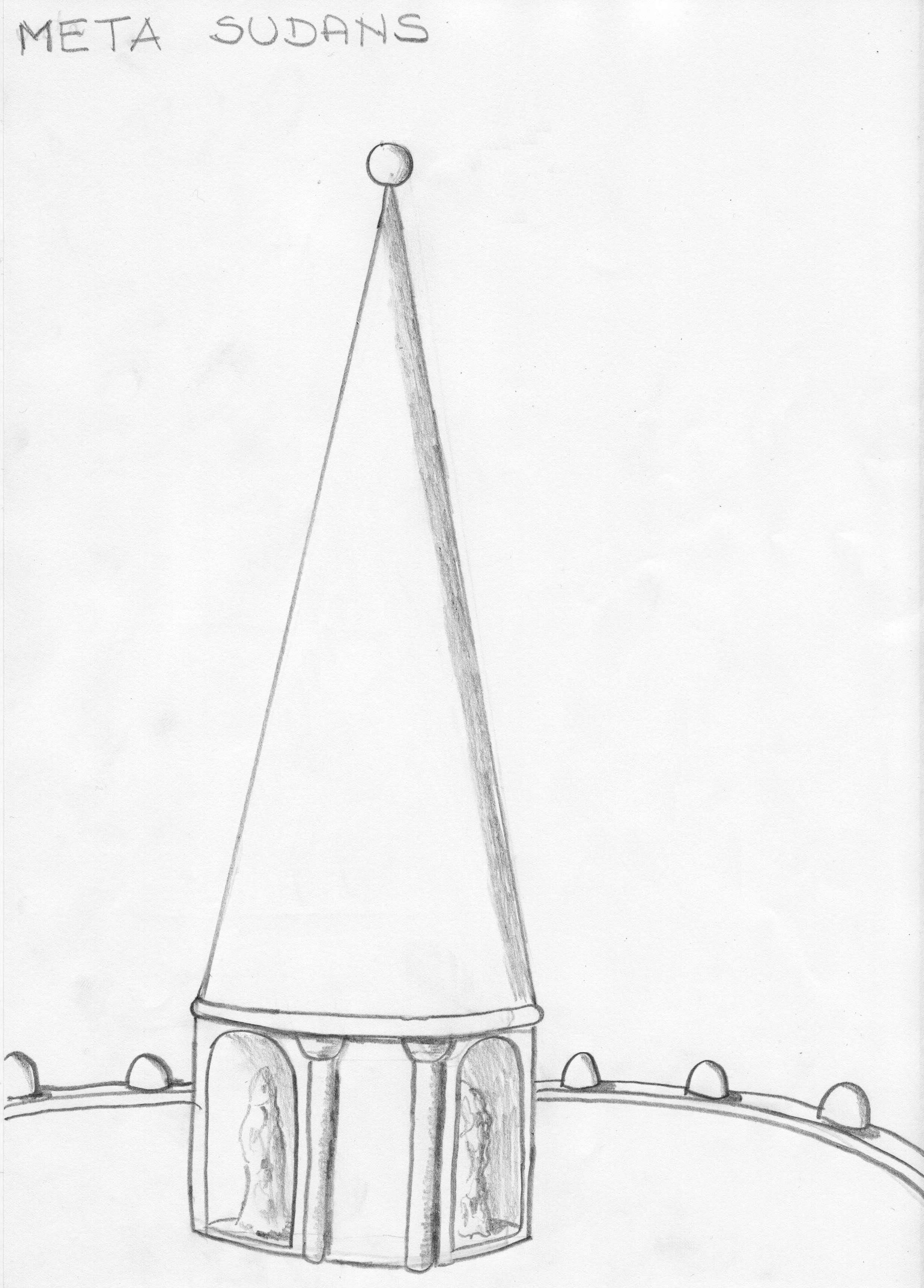
Reconstrucció de Meta Sudans

La Meta Sudans era una font de Roma de l'època de la Dinastia Flàvia, que es trobava la costat del Colosseu. Era una font imponent, de forma tronco-cònica, d'un 18 m d'alt. Era de maons i ciment coberta de marbre. Estava feta sobre una font més antiga i menys alta (16 metres) de l'època Juli-Clàudia que va cremar-se en l'incendi de Roma del 64.

## Història

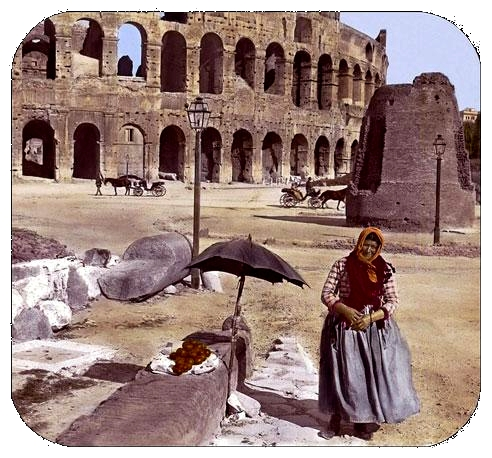
Any 1900: fotografia dels venedors de taronges i el Meta Sudans

És representada en una moneda de Titus datada l'any 80: la seva construcció es va iniciar a partir d'aquell any. Se'n deia meta per la seva forma que semblava la meta entorn del qual, al circ de la Roma Antiga s'havia de fer la volta, i Sudans perquè semblava suar; de fet, la bola de bronze tenia forats per on sortia aigua.
A la Meta Sudans, segons una llegenda antiga, anaven els gladiadors a rentar-se després de lluitar en l'amfiteatre veí.
Les restes de la font flàvia van ser demolits definitivament entre els anys 1933 i 1936 junt amb les restes de la base del Colós de Neró durant els treballs per a construir la Via dell'Impero, actual Via dei Fori Imperiali, per voluntat de Mussolini.